# Circuit of the Americas 6-timmars

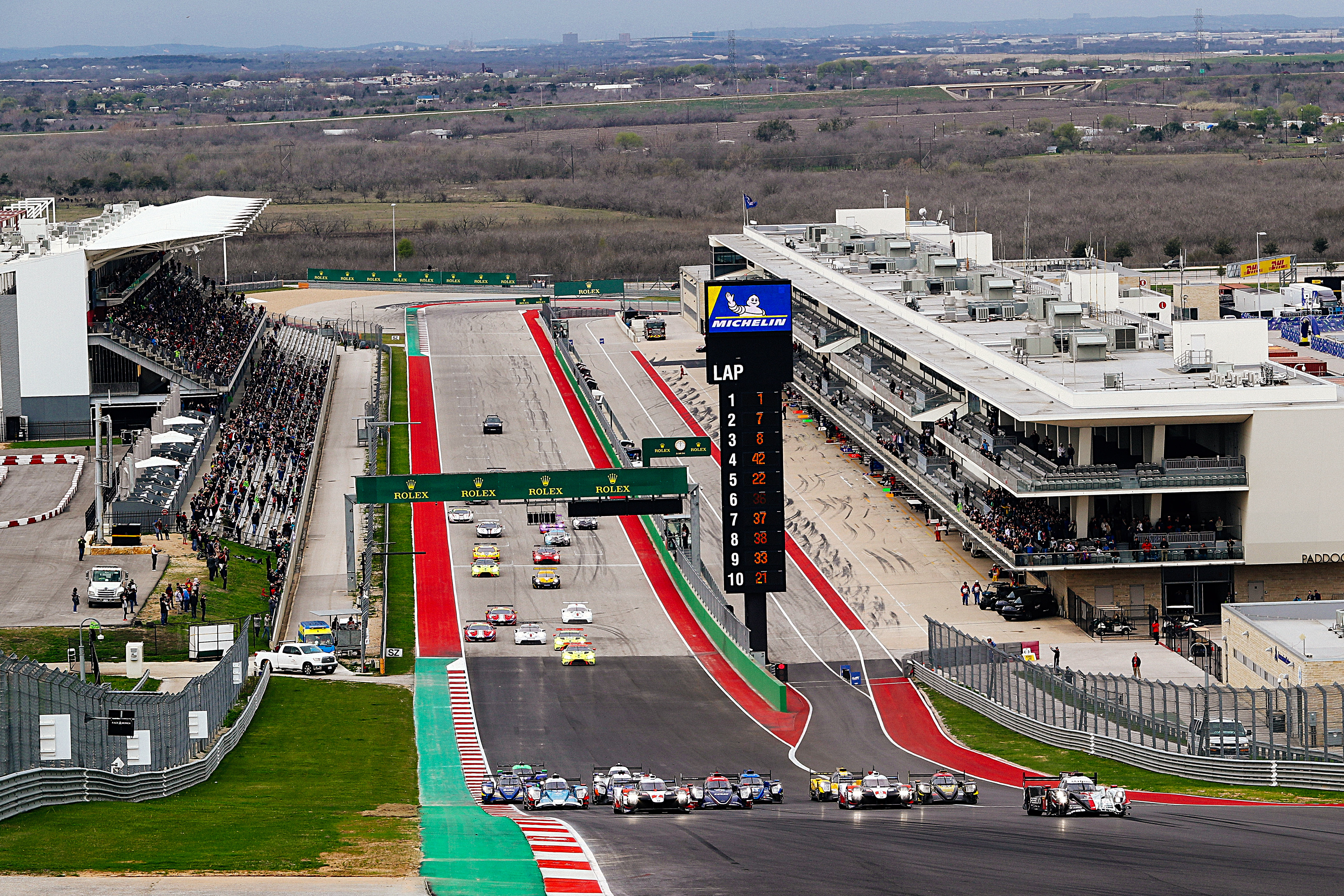
Circuit of the Americas 6-timmars 2020.

Circuit of the Americas 6-timmars är en långdistanstävling för sportvagnar som körs på Circuit of the Americas utanför Austin i Texas, USA.
Tävlingen ingår i FIA World Endurance Championship och kördes första gången säsongen 2013.

## Vinnare
| År        | Förare                                        | Bil                     | Distans        | Mästerskap                       |                |
| --------- | --------------------------------------------- | ----------------------- | -------------- | -------------------------------- | -------------- |
| 2013      | Allan McNish Tom Kristensen Loïc Duval        | Audi R18 e-tron quattro | 6 timmar       | FIA World Endurance Championship |                |
| 2014      | André Lotterer Marcel Fässler Benoît Tréluyer | Audi R18 e-tron quattro | 6 timmar       | FIA World Endurance Championship |                |
| 2015      | Timo Bernhard Brendon Hartley Mark Webber     | Porsche 919 Hybrid      | 6 timmar       | FIA World Endurance Championship |                |
| 2016      | Timo Bernhard Brendon Hartley Mark Webber     | Porsche 919 Hybrid      | 6 timmar       | FIA World Endurance Championship |                |
| 2017      | Timo Bernhard Earl Bamber Brendon Hartley     | Porsche 919 Hybrid      | 6 timmar       | FIA World Endurance Championship |                |
| 2018-2019 | Inga tävlingar                                | Inga tävlingar          | Inga tävlingar | Inga tävlingar                   | Inga tävlingar |
| 2020      | Gustavo Menezes Norman Nato Bruno Senna       | Rebellion R13-Gibson    | 6 timmar       | FIA World Endurance Championship |                |
| 2021-2023 | Inga tävlingar                                | Inga tävlingar          | Inga tävlingar | Inga tävlingar                   | Inga tävlingar |
| 2024      | Robert Kubica Robert Shwartzman Ye Yifei      | Ferrari 499P            | 6 timmar       | FIA World Endurance Championship |                |